# De re cibaria
De re cibaria és un estudi exhaustiu de la cuina de Menorca del segle xix. Inclou receptes de pastisseria i cuina menorquina. Va ser publicat l'any 1923 per Pere Ballester. El llibre recull receptes familiars, de coneguts de l'Ateneu de Maó, així com el nucli principal basat en dos antics manuscrits de cuina menorquina.